# Toba (stad)
Toba (鳥羽市, Toba-shi) is een havenstad in de prefectuur Mie in Japan. De oppervlakte van de stad is 107,99 km² en midden 2009 had de stad ruim 21.500 inwoners.

## Geschiedenis
Op 1 november 1954 werd Toba een stad (shi) na samenvoeging van de gemeente Toba met de dorpen Kamo, Nagaoka, Kagamiura, Momoroti, Sugashima, Toshi en Kamishima.

## Economie
Visserij en de productie van rijst zijn belangrijk voor de economie van Toba, naast de productie van, en handel in, parels.

## Bezienswaardigheden
- Kata-jinja
- Mikimoto parelmuseum
- Toba Aquarium, met o.a. doejongs, lamantijnen, Indische bruinvissen en vele zee- en riviervissoorten, kikkers en waterinsecten

## Verkeer
Toba ligt aan de Sangū-lijn van de Central Japan Railway Company en aan de Shima-lijn en Toba-lijn van de Kintetsu (Kinki Nippon Tetsudō).
Toba ligt aan de autowegen 42, 167 en 259.

## Stedenband
Toba heeft een stedenband met
- Santa Barbara (Californië), Verenigde Staten, sinds 24 maart 1966.

## Aangrenzende steden
- Ise
- Shima

## Geboren in Toba
- Kokichi Mikimoto (御木本 幸吉, Mikimoto Kōkichi), uitvinder van het parelkweken
- Tokuhichi Mishima (三島 徳七, Mishima Tokuhichi), metallurg en uitvinder van de Alnico-legering
- Mitsuru Hattori (はっとりみつる, Hattori Mitsuru), mangaka